# Ayyub (cráter)
Ayyub es un cráter de impacto en el hemisferio norte de Encélado, una luna de Saturno. Ayyub fue observado por primera vez en imágenes de Cassini durante el sobrevuelo de Encélado de dicha misión en febrero de 2005. Se encuentra a 38.4° de latitud norte y 295.7° de longitud oeste, y tiene 18 kilómetros de diámetro. La topografía del cráter de impacto parece muy suave, lo que sugiere que ha experimentado una importante relajación viscosa desde su formación. La tectónica también ha afectado a este cráter, influyendo en su forma poligonal final y alterando sus márgenes sureste y noroeste tras su formación.
El cráter recibe su nombre de un comerciante ficticio de Damasco del "Cuento de Ghanim bin Ayyub, el Angustiado, el Esclavo del Amor" de Las Mil y Una Noches. En el cuento, él es el padre de Ghanim y Fitnah, y los cráteres llamados Ghanim y Fitnah se encuentran cerca del cráter Ayyub.